# چارلز او. اندروز
چارلز او. اندروز (به انگلیسی: Charles O. Andrews) سناتور سابق عضو حزب دموکرات ایالات متحده آمریکا بود. وی در سال ۱۹۳۶ تا ۱۹۴۶ میلادی سناتور ایالت فلوریدا در سنای ایالات متحده آمریکا بود.